# Sanaa Akroud
Sanaa Akroud (en árabe: سناء عكرود; Taroudant, 14  de septiembre de 1978) es una actriz, directora y cineasta marroquí .

## Biografía
Tras un bachillerato en letras modernas obtenido en 1997, continuó su formación en el Instituto Superior de Arte Dramático y Animación Cultural de Rabat (ISADAC).
Luego adquirió fama en Marruecos, en la década de 2000, por varias interpretaciones en series de televisión, como Aicha Douiba, Fatima Boubakdy, Souk Nssa o incluso Rommana y Bartal.
Luego actuó en el cine, sobre todo en Terminus des anges, firmada conjuntamente por Hicham Lasri, Narjiss Nejjar y Mohamed Mouftakir, y estrenada en 2009. También actúa en Ahmed Gassiaux de Ismail Saidi estrenada el mismo año y en el largometraje egipcio Mujeres de El Cairo de Yousry Nasrallah, estrenada en 2010. También participa en distribuciones para series de televisión, como Okba Lik de Yassine Fennane.
También ha realizado trabajos de dirección realizando algunos cortometrajes como Donne-moi la flûte et chante en 2008, L'Impasse y 26 Heures en 2011. Luego se embarcó en la realización de una primera película para televisión, titulada The Five Seasons, que realizó en 2011. El actor Mohammed Marouazi, que comparte su vida desde hace unos años, forma parte del elenco. La película ganó un premio en el festival de cine de televisión de Meknes. Luego dirigió en 2013 la película para televisión Orss Dib ( la boda del lobo ) y, en 2015, su primer largometraje Khnifist R'mad.
Se traslada a Canadá con Mohammed Marouazi, su esposo, quien es actor y productor de cine. El divorcio se anuncia a finales de 2019.